# Michael Urban (Fußballspieler)
Michael Urban (* 1. August 1983 in Tübingen) ist ein ehemaliger deutscher Fußballspieler.

## Karriere
Der Abwehrspieler spielte für den SV 03 Tübingen, von dem er 2001 zum SSV Reutlingen 05 wechselte. Am 25. August 2002 gab Michael Urban am 3. Spieltag der Saison 2002/03 in der 2. Bundesliga beim 2:1-Auswärtssieg des SSV Reutlingen gegen Eintracht Braunschweig sein Profidebüt. Nachdem er ohne weiteren Saisoneinsatz mit dem SSV abgestiegen war und sein Verein keine Lizenz für die Regionalliga Süd erhalten hatte, trat Urban ab der folgenden Spielzeit mit Reutlingen in der Oberliga Baden-Württemberg an. Nach 58 Oberligaeinsätzen, in denen er zwei Treffer erzielte, stieg Michael Urban am Ende der Saison 2005/06 mit dem SSV Reutlingen in die Regionalliga Süd auf. Nachdem er in der Regionalligasaison 2006/07 auf 13 Einsätze für Reutlingen gekommen war, ging er zum 1. FC Heidenheim, für den er in der Oberliga Baden-Württemberg auf elf Einsätze und ein Tor kam. Mit dem 1. FC Heidenheim stieg Urban in die Regionalliga Süd auf und holte 2008 den Württembergischen Fußballpokal. Nach einer schweren Knieverletzung spielte er noch für die 2. Mannschaft des 1. FC Heidenheim in der Landesliga, Staffel 2. Hier stieg er 2010 in die Verbandsliga Württemberg als Meister auf. Im Juli 2011 schloss er sich den TSF Ludwigsfeld an. Ab der Saison 2012/13 trainierte Michael Urban die TSF Ludwigsfeld in der Kreisliga A2 Donau / Iller. Im Januar 2015 wechselte Michael Urban wieder zu seinem Heimatverein SV 03 Tübingen. In der Saison 2015/2016 wurde er mit dem SV 03 Tübingen Meister in der Bezirksliga Alb und stieg somit in die Landesliga auf. Nachdem er nach der Saison 2016/2017 seine aktive Karriere beendete ist er nun Abteilungsleiter beim SV 03 Tübingen in der Fußballabteilung.